# 藤田房子
藤田 房子（ふじた ふさこ、1916年4月2日 - 没年不詳）は、日本の女優、元子役である。本名同じ。1920年代、小藤田正一、妹・藤田陽子らと共に松竹蒲田撮影所で活躍した名子役である。身長は3尺8寸（約143.9センチメートル）、後に3尺8寸6分（約146.2センチメートル）、5尺（約151.5センチメートル）となり、体重は7貫900匁（約29.6キログラム）、後に10貫500匁（約39.4キログラム）となる。

## 来歴・人物
1916年（大正5年）4月2日、東京府東京市麻布区霞町（現在の東京都港区西麻布1-3丁目及び六本木6-7丁目辺り）に生まれる。1928年（昭和3年）に発行された『日本映画俳優名鑑 昭和四年版』（映画世界社）では、生年は「大正五年四月三日」（1916年4月3日）である旨が記されているが、誤植と思われる。
1923年（大正12年）1月、南山小学校（現在の港区立南山小学校）入学と同時に、実の妹である藤田陽子と共に松竹蒲田撮影所に入社、とされている。『日本映画俳優名鑑 昭和四年版』など一部の資料によれば、同小学校在学中に花柳徳太郎の門弟として舞踊を学び、杵屋で三味線を学び、同年4月1日に入社としている。また、小学校5年生頃から学級委員長をも務めていたという記録も残っている。同年5月、川田芳子、栗島すみ子、五月信子ら三大女優と子役の先輩の高尾光子と共演した、野村芳亭監督映画『母』で映画デビューを果たす。以後も多数の作品に出演し、1926年（大正15年）の野村監督映画『新お初地蔵』では初めて主演を務めている。また、陽子や高尾光子だけでなく、小藤田正一、小桜葉子、久保田久雄といった名子役と共演し、負けないほどの人気を保っていたが、姉妹2人の人気の点では妹・陽子の方がリードしていたという。ところが1933年（昭和8年）、子役から一般の女優に登用され、1934年（昭和9年）1月には準幹部待遇となったが、同年末には陽子と共に退社した。
1935年（昭和10年）、陽子と共に劇団笑の王国に参加するが、1936年（昭和11年）10月、僅か一年で姉妹ともに退団。その後、陽子は病気療養のため引退するが、房子は古川緑波一座に入団する。1941年（昭和16年）5月19日、結婚を機に引退するが、1942年（昭和17年）6月11日まで姿を見せていたという。しかし、以後の消息は明らかになっていない。没年不詳。

## 出演作品

### 松竹蒲田撮影所
特筆以外、全て製作は「松竹蒲田撮影所」、配給は「松竹」、特筆以外は全てサイレント映画である。
- 『母』：監督野村芳亭、1923年5月16日公開 ※デビュー作
- 『感じの好い映画集《猫》』（『猫』）：監督野村芳亭、1924年4月13日公開
- 『がまぐち』：監督吉野二郎、1924年12月31日公開
- 『小さき姫君』：監督吉野二郎、1925年5月20日公開
- 『小さき真珠』：監督安田憲邦、1925年7月1日公開 - 富める少女
- 『新お初地蔵』：監督野村芳亭、1926年7月15日公開 - 主演
- 『カラボタン』：監督野村芳亭、1926年8月30日公開 - 犬
- 『俄が馭者』（『俄が御者』）：監督野村芳亭、1926年10月15日公開
- 『曲馬団の姉妹』（『曲馬団の少女』）：監督鈴木重吉・斎藤寅次郎、1926年11月6日公開
- 『恥しき夢』（『恥しい夢』）：監督五所平之助、1927年4月8日公開
- 『白虎隊』：監督野村芳亭、1927年6月26日公開 - 次女田鶴子
- 『天使の罪』：監督大久保忠素、1927年12月15日公開
- 『道楽御指南』：監督五所平之助、1928年4月27日公開
- 『彼女と海』：監督斎藤寅次郎、1928年8月3日公開
- 『輝く昭和 大正篇』：監督島津保次郎、1928年11月17日公開 - 善吉の娘妙子
- 『美しき朋輩達』：監督清水宏、1928年12月20日公開 - 夢の門踊り子
- 『森の鍛冶屋』：監督清水宏、1929年1月5日公開 - 少女時代のお種
- 『花嫁の寝言』：監督五所平之助、1933年1月14日公開 - バーの女給 ※トーキー
- 『君と別れて』：監督成瀬巳喜男、1933年4月1日公開 - 芸妓
- 『力と女の世の中』：監督政岡憲三、製作政岡映画美術研究所、1933年4月13日公開 - 花子役 ※トーキーアニメ
- 『天龍下れば』（『天竜下れば』）：監督・原作野村芳亭、1933年7月16日公開 ※サウンド版
- 『いろはにほへど』：監督池田義信、1933年8月31日公開 ※トーキー
- 『あわてものゝ熊さん』（『あわてものの熊さん』）：監督斎藤寅次郎、1933年9月14日公開